# Ivo Frangeš
Ivo Frangeš, hrvaški književnik, predavatelj in akademik, * 15. april 1920, Trst, Italija, † 29. december 2003, Zagreb, Hrvaška.
Frangeš je deloval kot redni profesor za novejšo hrvaško književnost na Filozofski fakulteti v Zagrebu in bil član Hrvaške akademije znanosti in umetnosti. Bil je tudi dopisni član Slovenske akademije znanosti in umetnosti (od 6. junija 1983).